# Redenção, Ceará
Redenção este un oraș în statul Ceará (CE) din Brazilia.